# 江油北站
江油北站是西成客运专线的一座客运站，位于四川省绵阳市江油市厚坝镇境内，设有单层站房一座、站台2个、到发线和正线各2条。

## 设计
江油北站以川北民居为设计灵感，灰白二色为主色调，风格大气简洁。站房总建筑面积2500平方米，候车室面积720平方米，售票厅共有3个人工售票窗口和6台自动售取票机，另装备了自动检票闸机、站台自动扶梯和无障碍电梯等设施，设计最大聚集人数500人。站台布局为2台4线，两座站台长450米、宽8米，附带有站台柱雨棚，可停靠16节编组的国铁动车组列车。站台与站房之间通过一条8米宽的地道连接。

## 图片集

江油北站细节
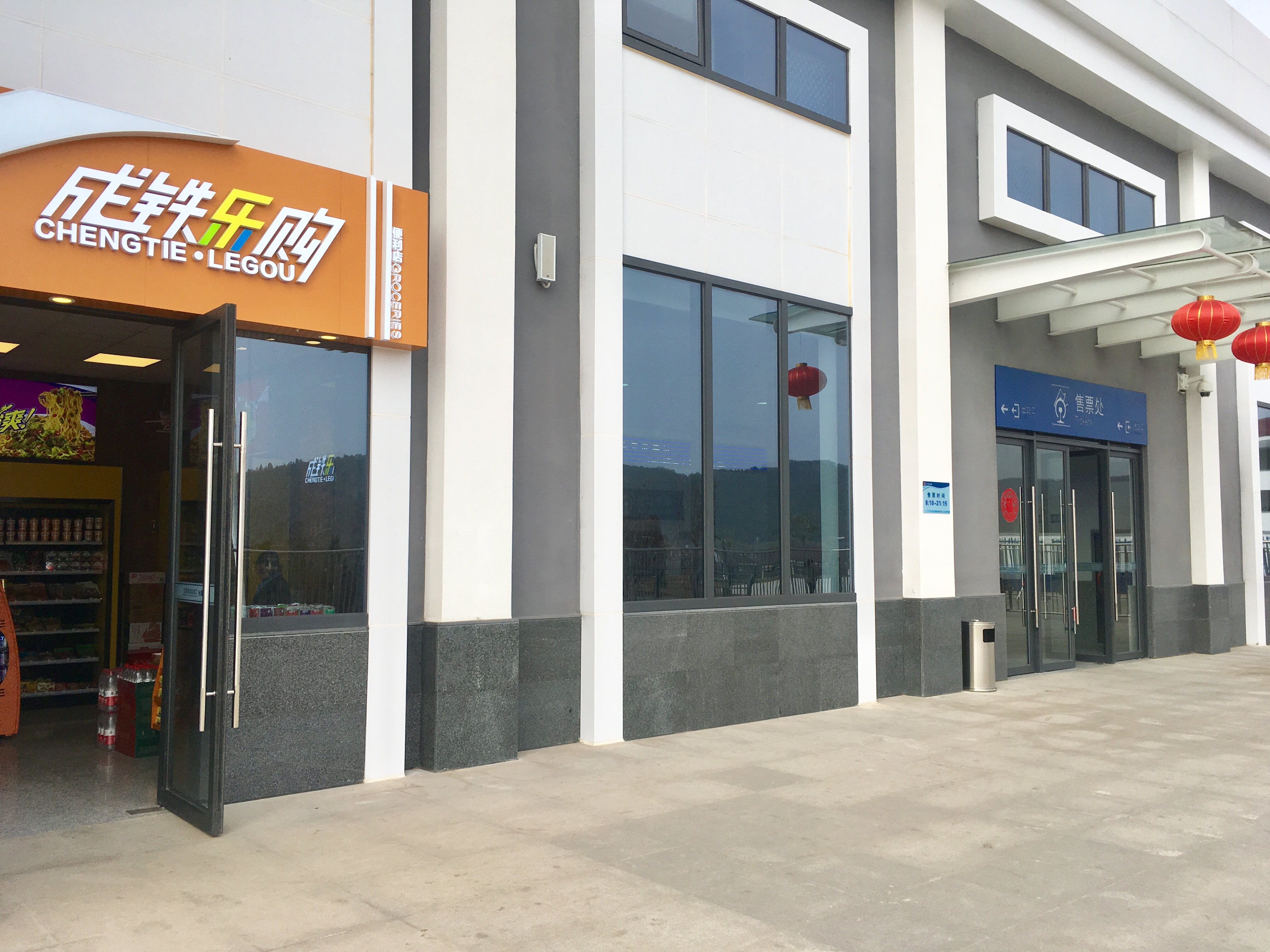
站前便利店
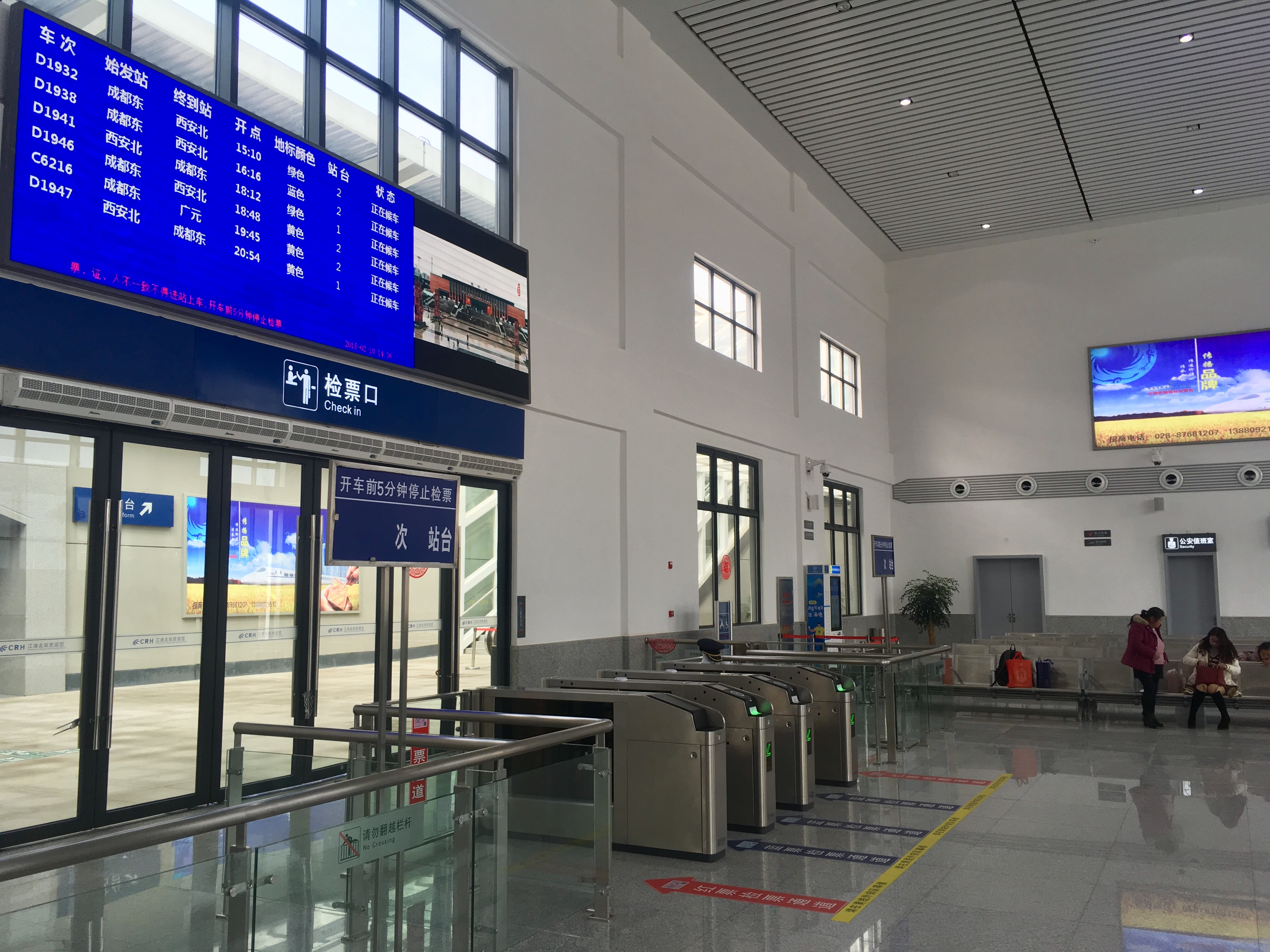
候车室
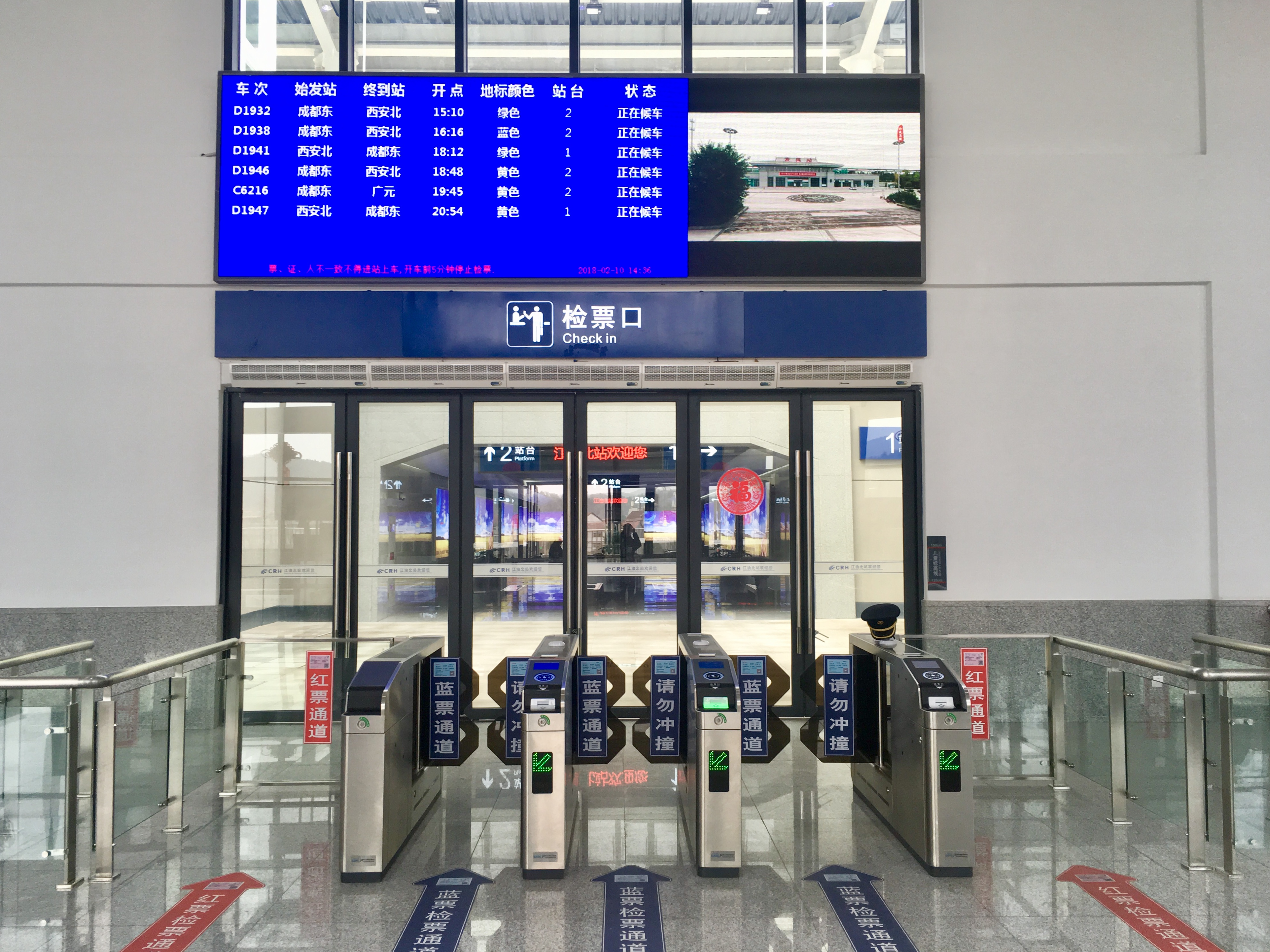
检票口
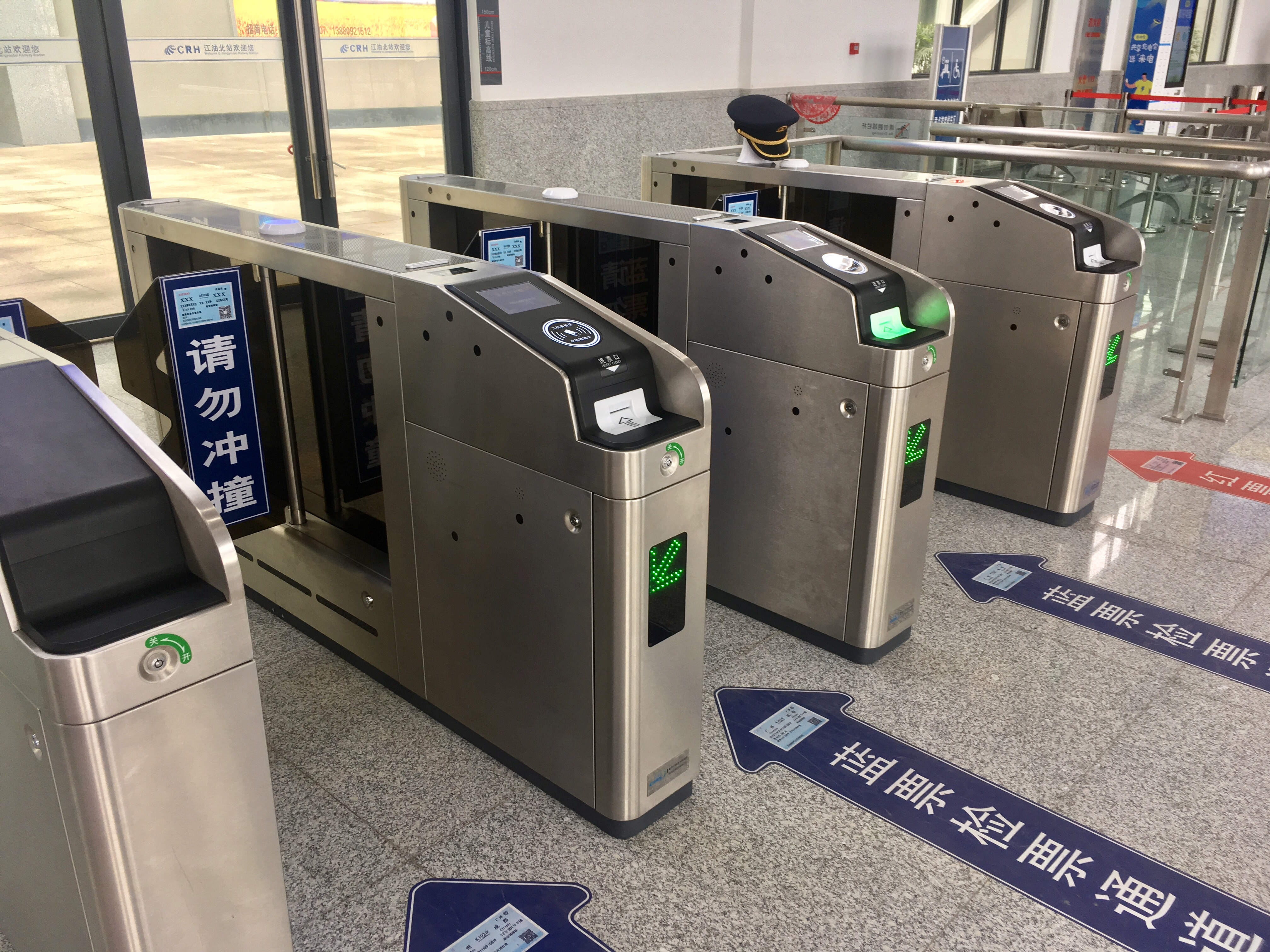
检票闸机
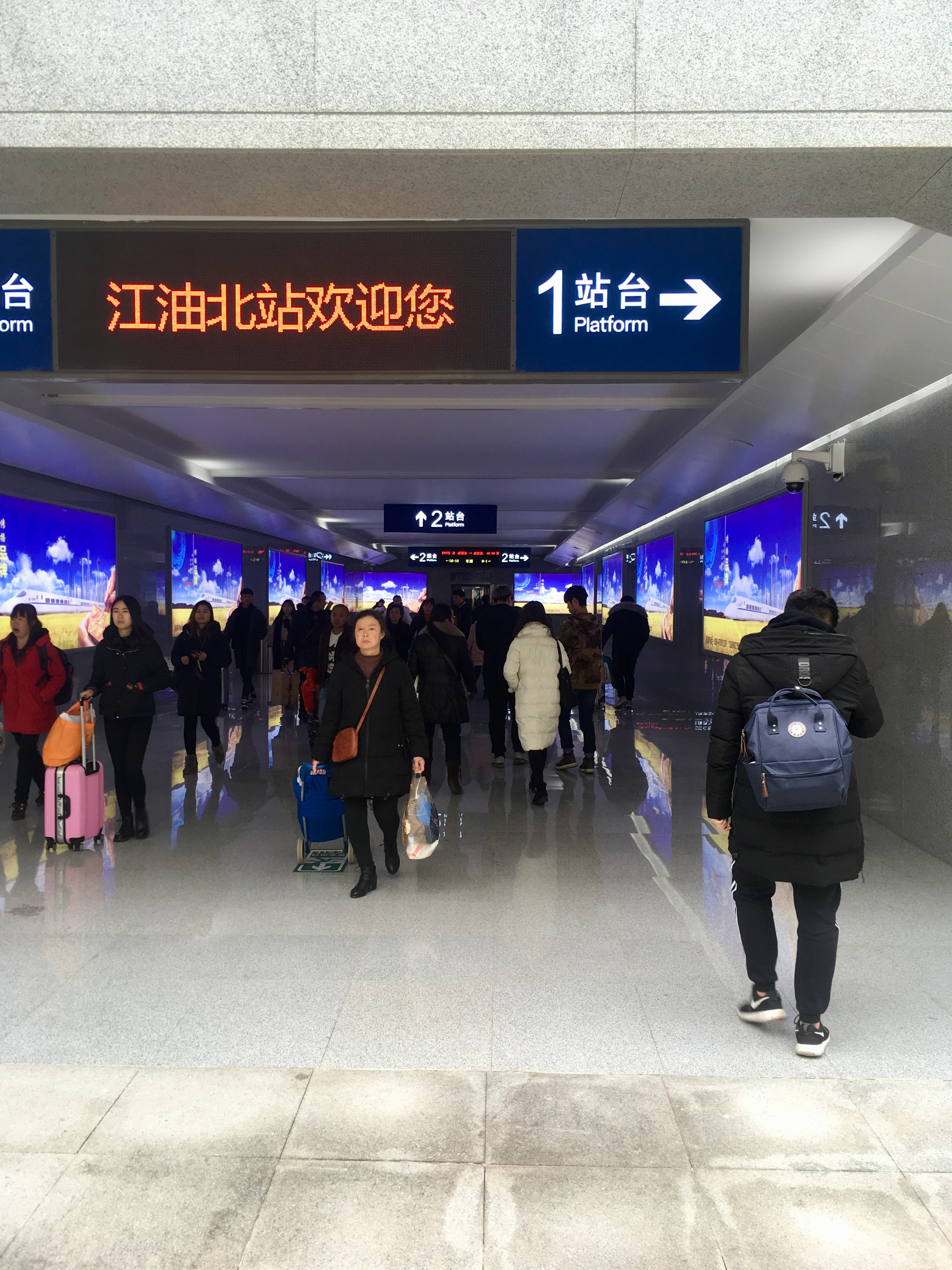
进出站共用地下通道
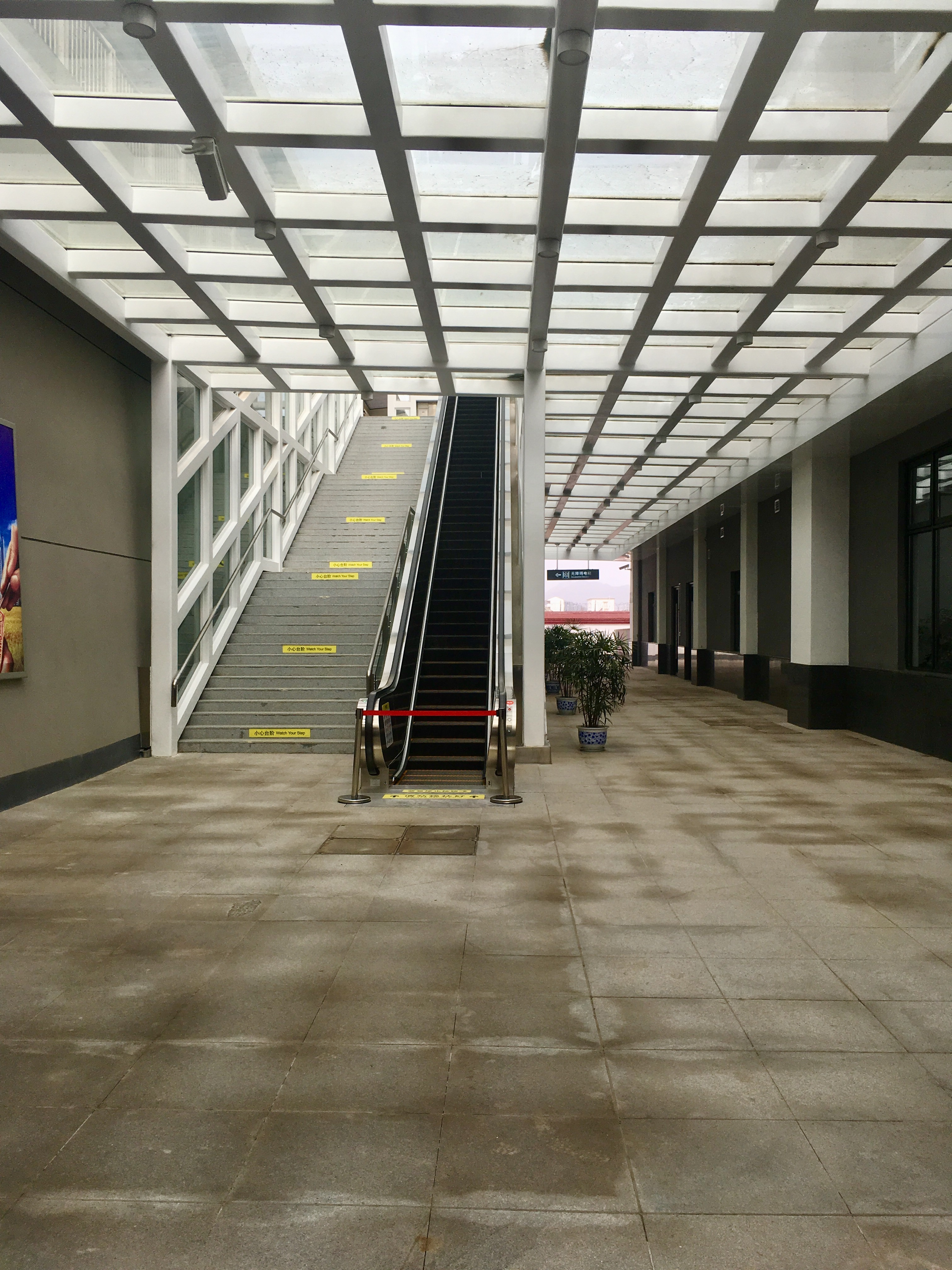
1站台进站扶梯与楼梯
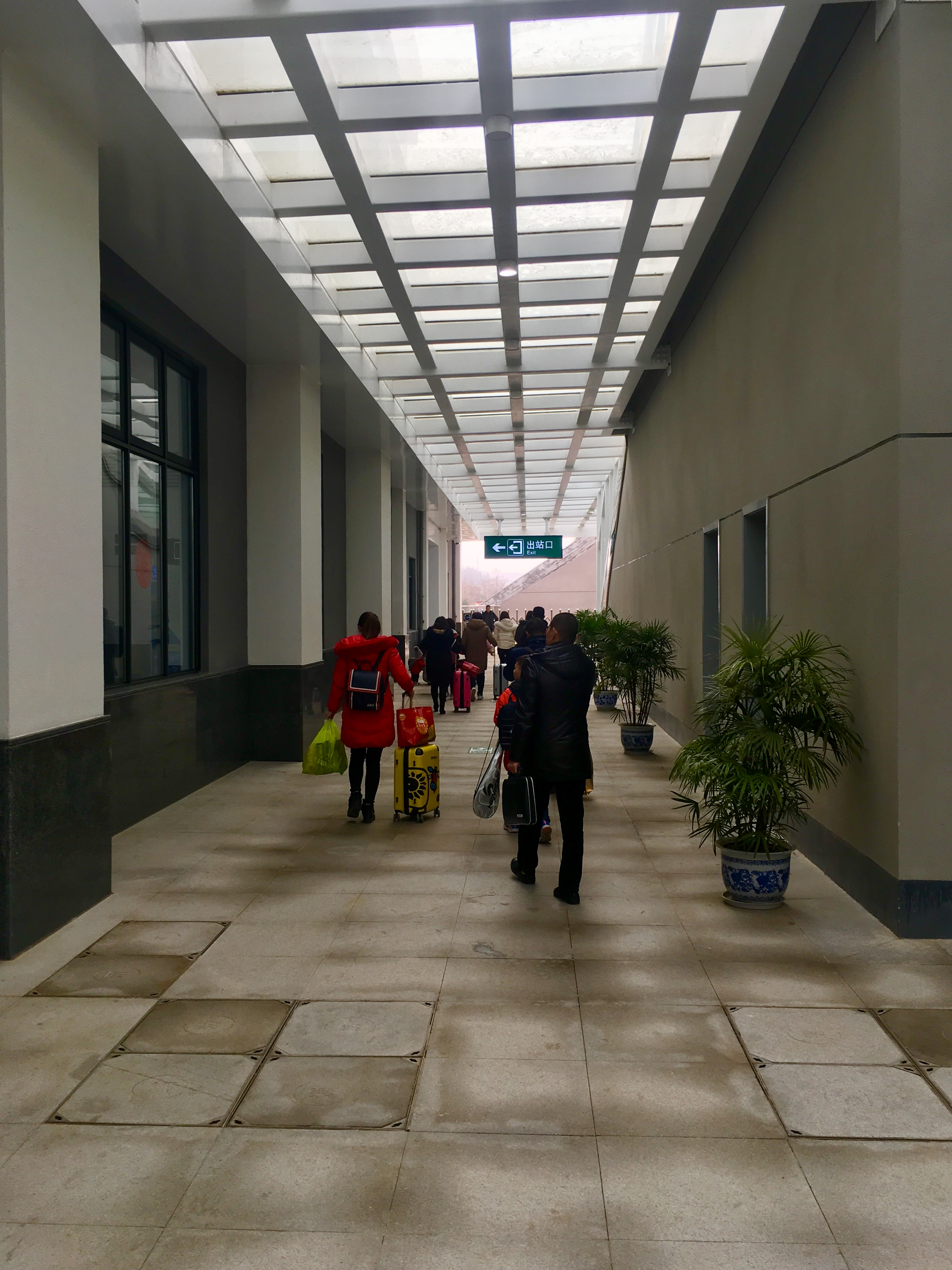
出站口
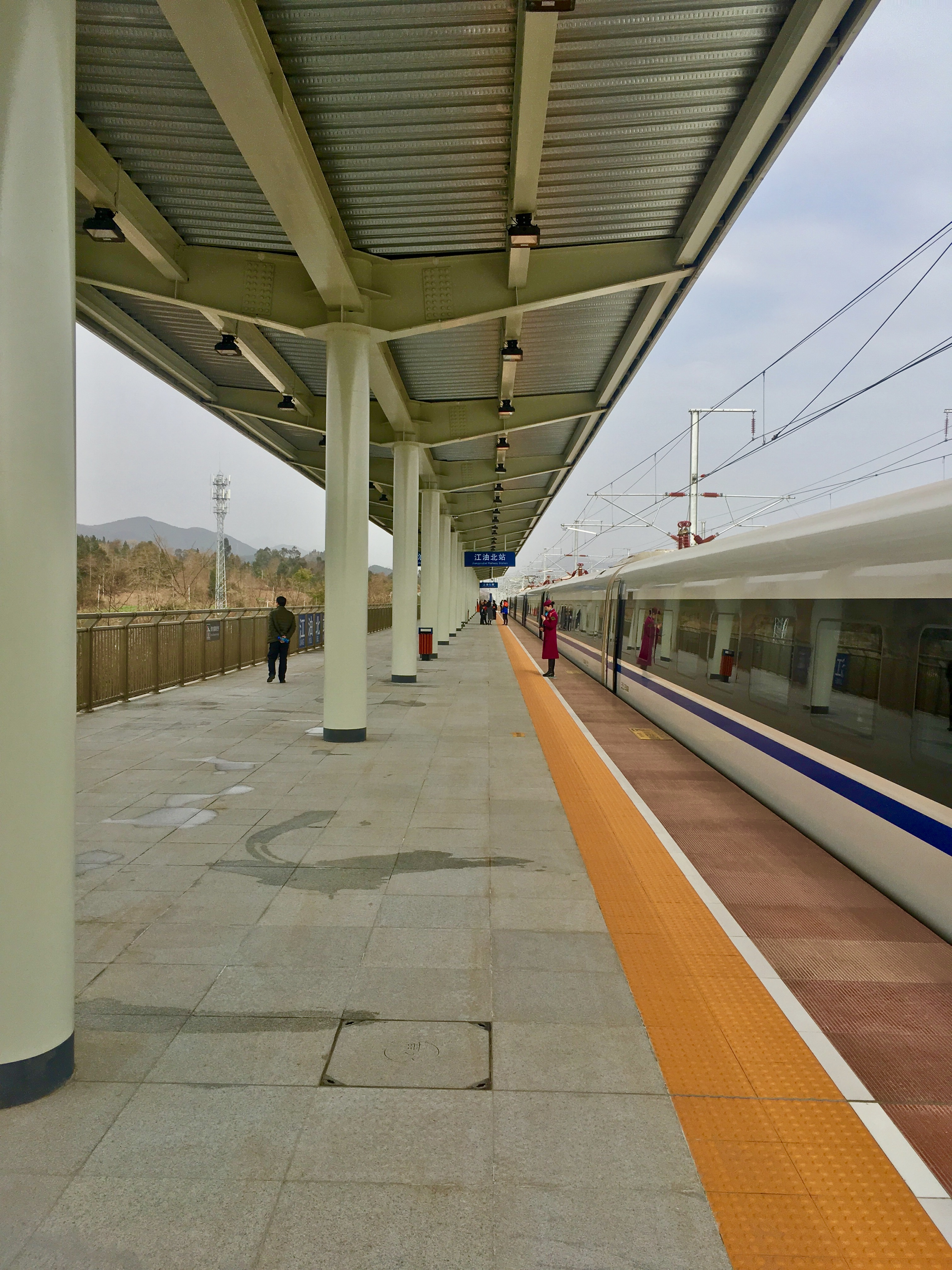
2站台

## 历史
- 2017年12月6日通车启用。